# Gyula Dallos
Gyula Dallos (11 de abril de 1950) es un jinete húngaro que compitió en la modalidad de doma. Ganó una medalla de bronce en el Campeonato Europeo de Doma de 1993, en la prueba individual (rutina libre).

## Palmarés internacional
| Campeonato Europeo | Campeonato Europeo | Campeonato Europeo | Campeonato Europeo |
| Año                | Lugar              | Medalla            | Categoría          |
| ------------------ | ------------------ | ------------------ | ------------------ |
| 1993               | Lipica (Eslovenia) | Medalla de bronce  | Individual (libre) |